# Irina Șîlava
Irina Șîlava (n. 22 februarie 1960, Hrodna, RSS Bielorusă, URSS) este o trăgătoare de tir ce a reprezentat Belarus, medaliată olimpică. A participat la 4 ediții ale Jocurilor Olimpice (1988, 1992, 1996, 2000) în care a câștigat 1 medalie de aur.